# 邁克爾·甘布里爾
迈克尔·约翰·甘布里尔（1935年8月23日—2011年1月8日），是英国場地單車手。

## 單車生涯
甘布里尔曾参加1956年和1960年奥运会，他在1956年奥运会贏得男子团体追逐赛（4,000米）铜牌。
他代表英格兰参加1958年威尔士加的夫举行的英聯邦運動會4,000米个人追逐赛。 
甘布里尔在2011年1月8日去世，享年75岁。